# Brian Waites
Brian Waites (Bolton, 1º marzo 1940 – 11 marzo 2025) è stato un golfista britannico.

## Biografia
Waites divenne professionista nel 1957 e partecipò più volte all'European Tour tra il 1970 e il 1980. Raggiunse il vertice della sua carriera tra il 1978 e il 1984, classificandosi tra il 10º e il 22º posto dell'Ordine di Merito in ciascuno di questi sette anni. Vinse due eventi dell'European Tour. Waites fu membro della perdente squadra europea di Ryder Cup del 1983 e rappresentò l'Inghilterra per tre volte nella Coppa del Mondo. Waites partecipò all'European Seniors Tour nella sua stagione di debutto nel 1992. Negli anni seguenti vinse quattro volte il torneo, entrando nella top ten dell'Ordine di Merito per quattro volte.